# فیلومات (جورجیا)
فیلومات (به انگلیسی: Philomath) یک منطقهٔ مسکونی در ایالات متحده آمریکا است که در جورجیا واقع شده‌است. فیلومات ۱۹۶٫۹ متر بالاتر از سطح دریا واقع شده‌است.